# Gâteau au chocolat sans farine
Le gâteau au chocolat sans farine est un gâteau dense fait à partir d'une crème au chocolat aéré. La première forme documentée du gâteau a été vue à Ferrare, en Italie, bien que certaines formes du gâteau aient des mythes entourant leurs origines. Le dessert ne contient pas de gluten, ce qui le rend acceptable pour les personnes atteintes de la maladie cœliaque, les régimes sans gluten et pendant les fêtes religieuses où le gluten et les céréales ne sont pas autorisés.

## Vue d'ensemble
Une méthode de cuisson traditionnelle pour une variété de gâteaux au chocolat sans farine consiste à fouetter les blancs seuls, puis à fouetter les jaunes dans le sucre pour augmenter la teneur en air. L'effet global de ce procédé est un gâteau solide, mais léger. Le chocolat et le beurre sont fondus ensemble au micro-onde ou au bain-marie. Une fois tous les ingrédients combinés, la pâte obtenue ne contient que l'amidon naturellement présent dans le chocolat. L'utilisation de poudre de cacao hollandais au lieu de poudre de cacao simple permet au gâteau d'avoir une consistance plus dense, semblable à celle du fudge, pour laquelle le gâteau est connu. Les gâteaux au chocolat sans farine utilisent généralement des ingrédients simples, notamment : chocolat, beurre, œufs, sucre, poudre de cacao, vanille, sel, et un saupoudrage facultatif de sucre en poudre, de ganache au chocolat ou de baies. La Torta Caprese comprend un ingrédient supplémentaire, la farine d'amande.

## Origine
La Torta Tenerina est un gâteau italien au chocolat sans farine qui a été vu pour la première fois à Ferrare, en Italie, en 1900. Il s'agit de la première version enregistrée de ce gâteau. Il a un autre nom, Reine de Monténégro, car il aurait été servi lorsque le roi Victor-Emmanuel III a pris le trône d'Italie, faisant d'Hélène de Monténégro la Reine d'Italie. À Ferrare, en Italie, la Torta Tenerina figure sur de nombreux menus de restaurants et de boulangeries.

## Régimes particuliers

### Cuisine juive
Le gâteau au chocolat sans farine est un dessert courant au sein de la communauté juive pendant la fête de Pessa'h, car les grains levés ne peuvent être consommés pendant cette fête.

### Régimes sans gluten
Le gâteau au chocolat sans farine est un dessert populaire dans les régimes sans gluten. Il en existe plusieurs variétés, notamment le nappage du gâteau avec une ganache au chocolat, l'ajout de framboises, ou il est fréquemment servi avec de la crème glacée à la vanille, qui peuvent toutes être appréciées par les personnes suivant un régime sans gluten ou adapté à la maladie cœliaque.
L'utilisation de sucres alternatifs permettrait aux personnes suivant un régime céto d'apprécier également ce gâteau.

## Gâteaux similaires
La Torta Caprese, originaire de l'île italienne de Capri, est un gâteau au chocolat traditionnel sans farine, populaire dans cette région, qui comprend de la farine d'amande. Ce gâteau a un certain nombre de mythes entourant ses origines, notamment le fait qu'un boulanger aurait oublié d'ajouter la farine et qu'il s'agirait d'une version d'un gâteau autrichien appelé l'Austrian Sachertorte. Un gâteau similaire avec peu ou pas de farine est connu sous le nom de gâteau au chocolat « tombé » ou « fondu » et a été popularisé, entre autres, par les restaurants de Jean-Georges Vongerichten.